# Ringslangplatstaart
De ringslangplatstaart (Laticauda colubrina) is een slang uit de familie koraalslangachtigen (Elapidae). Het verspreidingsgebied omvat zuidelijk Azië en Australië tot delen van Midden-Amerika.
De lichaamskleur is zwart met witte banden over het gehele lichaam; de staartpunt is sterk lateraal afgeplat. De kop is deels zwart van kleur en heeft een masker van gele vlekken. De vrouwtjes zijn bijna anderhalfmaal zo groot als de mannetjes. Hoewel de lichaamslengte van vrouwelijke exemplaren doorgaans tussen een en anderhalve meter ligt, kunnen ze veel langer worden, met uitwassen tot ruim drie meter.
De ringslangplatstaart is zeer giftig, maar is niet agressief en bijt alleen als hij wordt aangevallen. Op het menu staan voornamelijk palingen en andere vissen. In Azië worden vissers vaak geconfronteerd met de slang als ze hun netten leeghalen, maar beten van de ringslangplatstaart zijn zeldzaam. De slang wordt ook commercieel gevangen om het vlees en de huid. Daarnaast valt de slang ten prooi aan roofvogels en sommige haaien.
De slang is zowel 's nachts als overdag actief. De ringslangplatstaart is een zeebewoner die soms aan land gaat, bijvoorbeeld voor de paring en de afzet van de eieren. Het voedsel wordt altijd in zee buitgemaakt.

## Naamgeving en taxonomie
De ringslangplatstaart staat bekend onder verschillende wetenschappelijke en triviale namen die verschillen per taal.

### Wetenschappelijke namen
De wetenschappelijke naam van de soort werd voor het eerst gepubliceerd door Johann Gottlob Schneider in 1799. Oorspronkelijk werd de soort in het geslacht Hydrus geplaatst, en was de volledige naam Hydrus colubrinus. Later werden de slang de geslachten Coluber, Anguis, Hydrophis en Platurus toegekend. Afhankelijk van het grammaticaal geslacht van de geslachtsnaam is het epitheton colubrinus of colubrina.
De naam Laticauda betekent vrij vertaald 'brede staart' en is een samentrekking van de Latijnse woorden latus (breed) en cauda (staart). De soortnaam 'colubrina' betekent slangachtig.

### Triviale namen
De Nederlandstalige naam ring-slang-plat-staart slaat op de ringvormige banden over het gehele lichaam en het feit dat de staart peddel-achtig is afgeplat. Ook in andere talen wordt vaak verwezen naar de opvallende bandering op het lichaam, zoals het Engelse 'banded sea krait'. In de Engelse taal wordt de soort ook wel 'yellow-lipped sea krait' (geel-lip-zeekrait) genoemd, wat een verwijzing is naar de gele voorzijde van de kop. In het Duits wordt de slang 'Nattern-Plattschwanz' genoemd, naar de afgeplatte staartpunt. De Chinese naam is 黃唇青斑海蛇 en betekent geellippige (黃唇) wit gestreepte (青斑) zeeslang (海蛇).

### Indeling
De ringslangplatstaart is een vertegenwoordiger van de familie koraalslangachtigen (Elapidae), waartoe ook de cobra's en de mamba's behoren. Het is een in zee levende slang, maar behoort niet tot de zeeslangen (onderfamilie Hydrophiinae). De slang wordt tot het geslacht van de platstaarten (Laticauda) gerekend; dit is een groep van acht soorten die veel op elkaar lijken en allemaal rond Azië leven. Platstaarten kunnen aangemerkt worden als in zee levend als het de voedselgewoonten betreft, ze vertoeven de rest van hun tijd op het land. De 'echte' zeeslangen uit de onderfamilie Hydrophiinae zijn veel sterker aan het leven in zee aangepast. Zeeslangen zijn permanente zeebewoners die zelfs hun jongen levend baren in de zee. Ze hebben veel beter ontwikkelde zoutklieren zodat ze zeewater als drinkwater kunnen gebruiken.

## Verspreidingsgebied en habitat

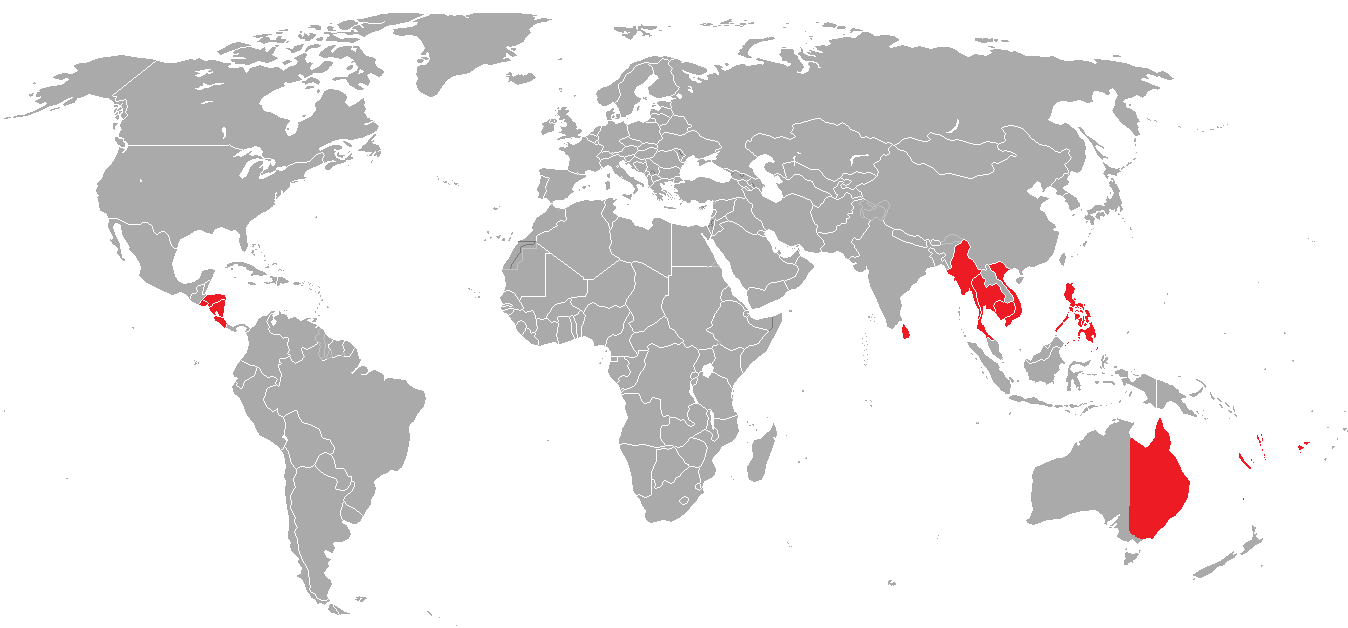
Verspreidingsgebied in het rood, alleen de landen en deelgebieden waar de slang voorkomt zijn weergegeven en niet het exacte verspreidingsgebied.

De ringslangplatstaart heeft het grootste verspreidingsgebied van alle soorten platstaarten uit het geslacht Laticauda.
De soort komt voor in delen van zuidelijk en zuidoostelijk Azië, langs de kust van de Indische Oceaan aan de kust van China (Taiwan), India, Indonesië, Nieuw-Guinea, Maleisië, Myanmar, Oost-Timor, Sri Lanka en Vietnam. Daarnaast is de slang te vinden op de eilandengroepen Andamanen, Melanesië, Nicobaren, Polynesië, Vanuatu en de Salomonseilanden. In Japan is de slang aangetroffen op de Riukiu-eilanden. Daarnaast is de slang te vinden in delen van kustgebieden van Midden-Amerika en zuidelijk Noord-Amerika in de landen El Salvador, Mexico en Nicaragua. Ten slotte komt de slang ook voor langs de kust van Australië (in de staten New South Wales en Queensland), Nieuw-Zeeland, de Fiji-eilanden en Nieuw-Caledonië.

### Habitat
Het dier is een bewoner van warme wateren, meer specifiek van mangroven en koraalriffen in kuststreken van tropische gebieden. Op open zee wordt de slang alleen migrerend aangetroffen. De ringslangplatstaart is op sommige eilanden zeer talrijk en kan onder vrijwel ieder object op de bodem worden aangetroffen. Vaak worden planten, koralen en rotsspleten als schuilplaats gebruikt. De slang kan landinwaarts tot op een hoogte van veertig meter boven zeeniveau worden gevonden.

## Uiterlijke kenmerken

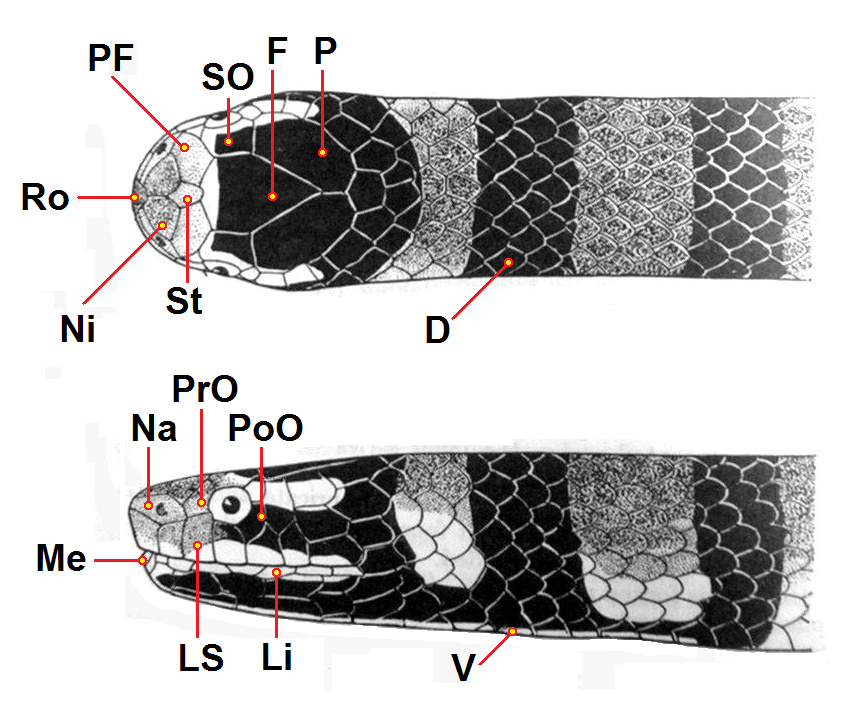
Schubben van de kop van de slang
----

De ringslangplatstaart heeft opvallende lichaamskleuren die ook bij andere soorten platstaarten voorkomen.

### Kop
De kop is afgerond en heeft een overwegend zwarte kleur en er is een maskerachtige gele tekening aanwezig. Met name de delen van de voorzijde van de kop zijn geel; de bovenzijde van de kop is voornamelijk zwart; de gele kleur loopt aan de dorsale zijde van de snuitpunt aan de voorzijde tot aan de voorzijde van de frontale schub. De onderzijde van de kop is zwart en ook is er een zwarte oogstreep aanwezig die loopt van het oog tot in de nek.
Net als andere slangen zijn het patroon, de vorm en de aantallen van de schubben op het lichaam uniek voor de soort. Vooral de schubben aan de kop verschillen per soort wat betreft de configuratie en die hebben ook bijna allemaal een aparte naam.
Aan de bovenzijde van de kop is de frontale schub gelegen, dit is de grootste schub van de kop en deze bedekt het grootste deel van de bovenzijde van de kop. Achter de frontale schub zijn twee grote pariëtale schubben gelegen, die een niervormige contour hebben.
De ogen zijn rond en van gemiddelde grootte en de pupil is rond. Aan de bovenzijde van het oog is een grote schub aanwezig, de supraoculaire (supra = boven, oculair = van het oog) schub. Voor het oog is een enkele preoculaire (pre = voor) schub gelegen; veel slangen hebben meer van deze schubben. Achter het oog zijn twee postoculaire (post = achter) schubben gepositioneerd.
De neusgaten bevinden zich aan de zijkant van de kop. Ze hebben een ventielachtig klepje zodat zeewater niet zomaar binnen kan dringen. Ieder neusgat is gelegen in een nasale schub. Tussen de nasale schubben aan weerszijden van de kop zijn twee Internasale schubben (inter = tussen) aanwezig. Achter de internasalen is vaak een ongedeelde schub gelegen. Dit is een verschil met de kop van gewone platstaart (Laticauda laticaudata), die nooit een dergelijke 'extra' schub heeft.

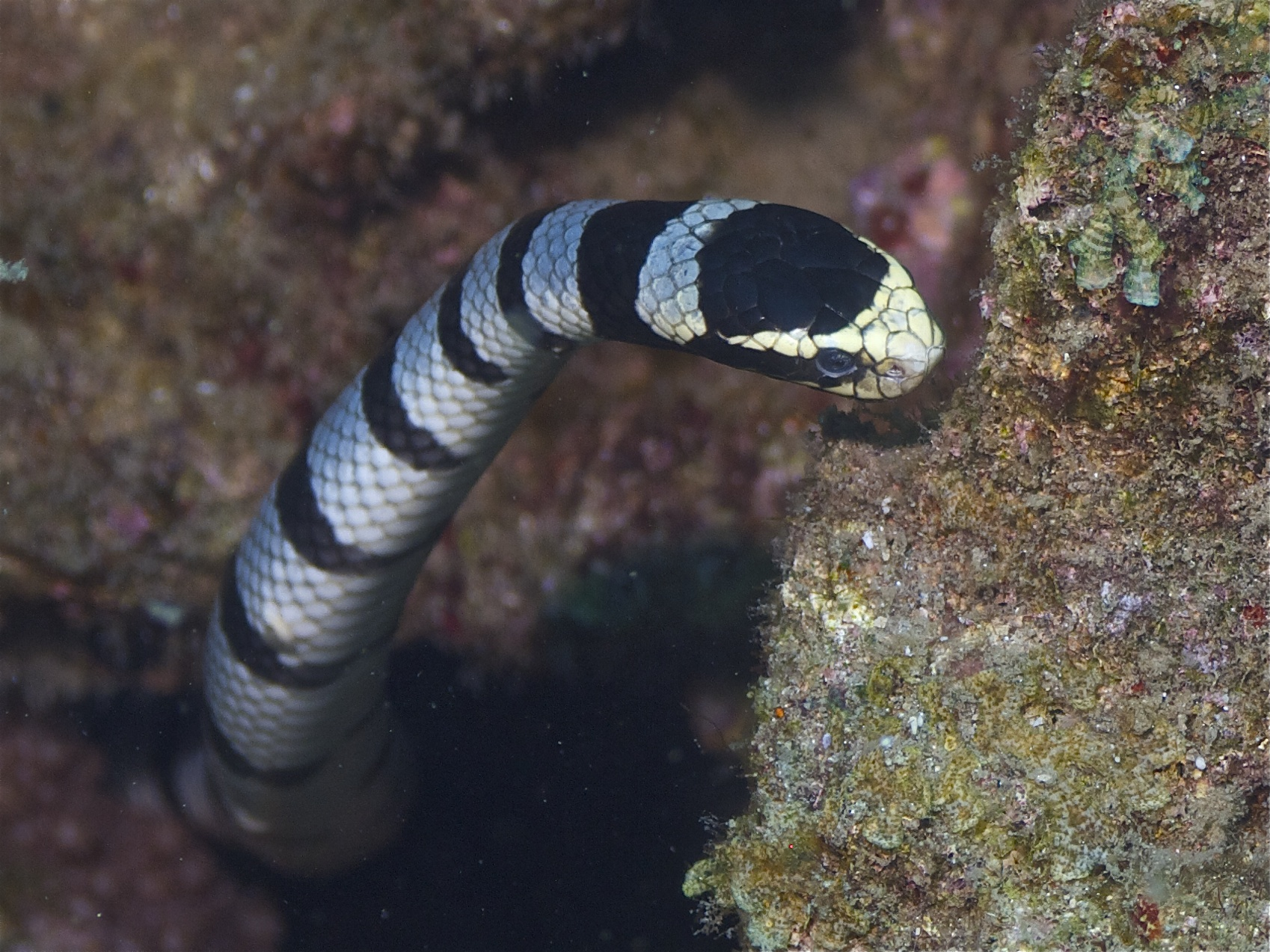
Het lichaam is cilindrisch en de kop is afgeplat

De rostrale schub (rostrum = snuit) is de voorste schub van de bovenkaak, de schub is precies boven de mondopening gelegen. De rostrale schub is ongedeeld en bestaat uit een enkele plaat. De rostrale schub is bij deze soort hoger dan zij breed is. Aan de onderkaak is de mentale schub aanwezig aan de voorzijde. Achter het rostrum (aan de bovenzijde ) zijn de bovenlipschubben of supralabiale schubben gelegen. De derde en vierde supralabiale schub vormen een deel van de rand om het oog. De ringslangplatstaart heeft zeven tot acht supralabialen. De schubben aan de onderste mondrand worden de onderlipschubben of infralabiale schubben genoemd, dit zijn er altijd vijf.
Een belangrijke aanpassing van de kop zijn twee zoutklieren die dienen om overtollig zout af te voeren. Deze zoutklieren zijn onder de tong van de slang gelegen. De tong is gevorkt en wordt gebruikt om geurdeeltjes te analyseren. Zo kan de slang zijn prooien waarnemen en ook exemplaren van het andere geslacht worden met de goed ontwikkelde reukzin opgespoord tijdens de voortplantingstijd.

### Lichaam
De ringslangplatstaart heeft een vrijwel cilindrisch lichaam dat in doorsnede nagenoeg rond is. Dit in tegenstelling tot de meeste slangen, die een duidelijk afgeplat lichaam hebben.
De huid van deze slang is grijsblauw met zwarte dwarsbanden. De dwarsbanden worden nauwer naar de buikzijde toe en lopen vaak door over de buikzijde. Sommige banden of zelfs alle banden kunnen aan de buikzijde ook onderbroken zijn. De huid heeft nooit een zigzagpatroon van banden zoals bij andere slangen bekend is. De kleur van de buikzijde is verder geelachtig.
De mannetjes bereiken een lichaamslengte tot 87 centimeter waarvan zo'n 13 cm bestaat uit de staart. De vrouwtjes worden aanzienlijk groter, tot 1,42 meter waarvan ongeveer 14,5 cm bestaat uit de staart. Uitschieters kunnen nog langer worden tot twee meter en het allerlangste bekende exemplaar had een lengte van 3,6 meter. Mannetjes wegen ongeveer 600 gram, de vrouwtjes kunnen drie keer zo zwaar worden, tot 1800 gram.
De slang heeft meerdere rijen schubben aan de rug, de dorsale schubben, en een enkele rij schubben aan de buik, de ventrale schubben. Op het midden van het lichaam zijn 21 tot 23 dorsale schubbenrijen in de lengte gelegen, heel zelden ook 25 rijen. De gewone platstaart (Laticada laticaudata) heeft een vast aantal van negentien rijen en is hieraan te onderscheiden. De dorsale schubben van de slang zijn glad, ze dragen geen kielen. De schubben overlappen elkaar deels zodat ze een stevig pantser vormen.
De buikschubben aan de onderzijde van het lichaam zijn een derde tot meer dan de helft van de breedte van het lichaam, dit is breed in vergelijking met andere soorten. Ze zijn rechthoekig en vier keer zo breed als lang. De ringslangplatstaart heeft 213 tot 243 buikschubben, van de keel tot aan de cloaca waar de staart begint.

### Staart

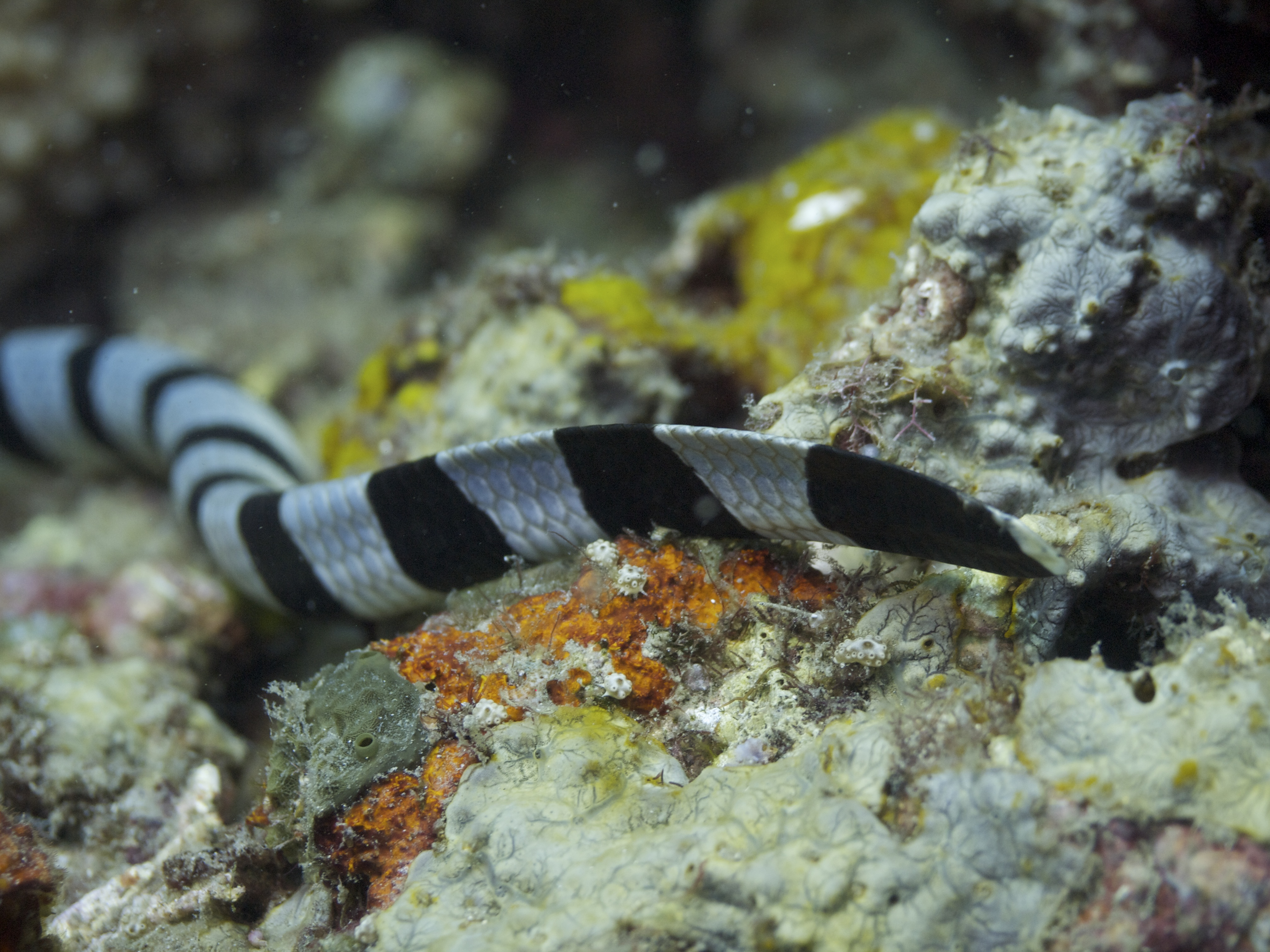
Zwarte staartpunt met geel einde.

De slang heeft een afgeplatte, peddelvormige staart. Deze wordt gebruikt om het lichaam voort te stuwen en dient ook om de bewegingsrichting te bepalen, het is dus een soort roer. De staartpunt is geheel zwart op het uiteinde na, hier is een gele band aanwezig. Omdat ook de voorzijde van de kop geel is lijken de kop en staart op elkaar. De ringslangplatstaart maakt hiervan gebruik door vijanden met de staartpunt te misleiden; zie ook onder het kopje vijanden en verdediging.
Vanaf de bovenzijde is moeilijk te zien waar het lichaam ophoudt en de staart begint, maar aan de onderzijde is dit makkelijk af te lezen aan de positie van de cloaca. De cloaca is een lichaamsopening die gebruikt wordt voor de paring en ook om zich te ontlasten. De cloacaopening wordt beschermd door een plaat die de anaalplaat wordt genoemd. Bij de ringslangplatstaart is de anaalplaat gespleten en bestaat dus uit twee delen. Achter de cloaca zijn de caudale schubben gelegen, de schubben aan de onderzijde van de staart. Bij de mannetjes is er een rij van 37 tot 47 schubben aanwezig en bij de vrouwtjes zijn dit er 29 tot 35.
Mannetjes hebben net als andere slangen een hemipenis waarmee de slang aan beide zijden contact kan maken met de cloaca van het vrouwtje. De hemipenis van de ringslangplatstaart is aan het uiteinde gevorkt. De penis is bezet met kleine, korte en langere stekeltjes die dienen om de penis te ankeren tijdens de eigenlijke copulatie. De basis van de penis bevat langere en dunnere stekels dan het laatste deel en de stekels zijn hier bovendien verder uit elkaar gelegen. Aan het uiteinde van de hemipenis zijn de stekels relatief kort en dik en daarnaast ook talrijker.

### Onderscheid met andere soorten

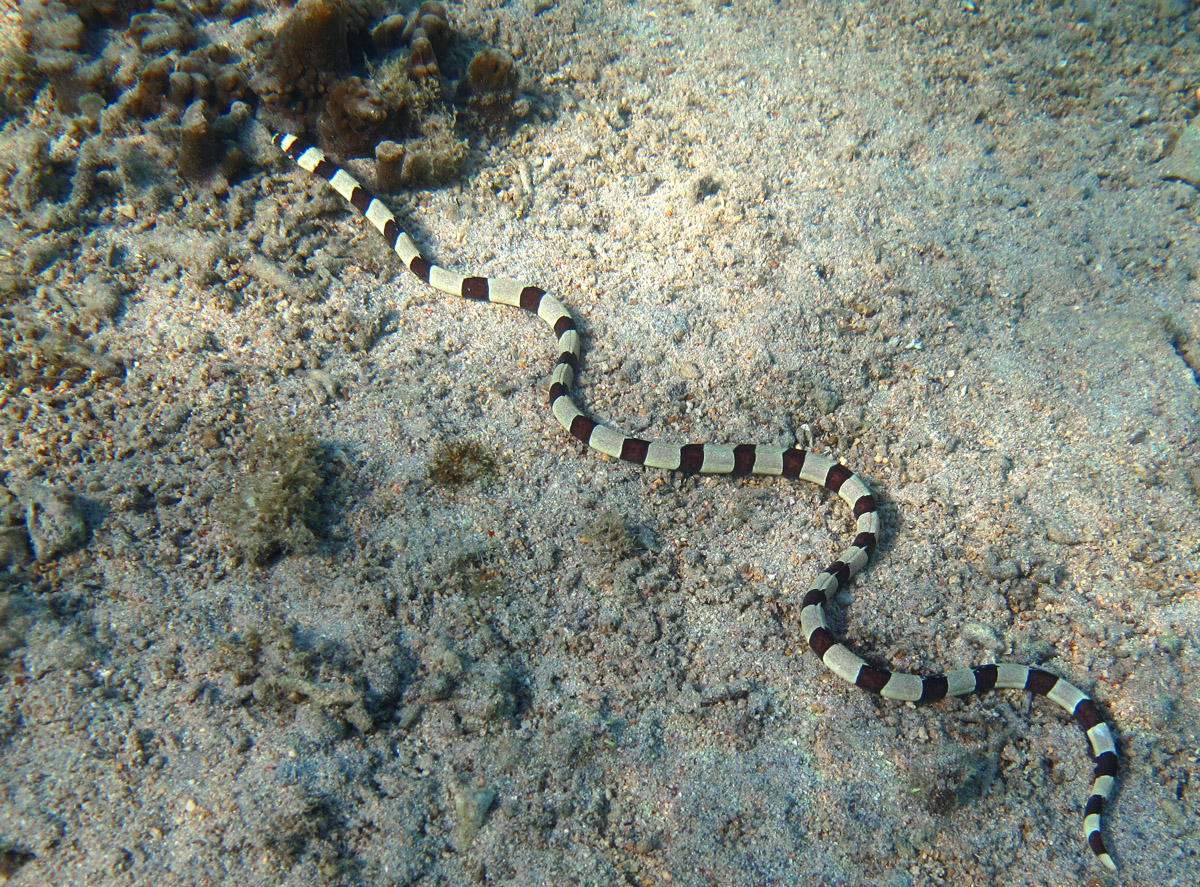
De geringde slangaal imiteert de ringslangplatstaart

De ringslangplatstaart kan met name verward worden met soorten uit het geslacht platstaarten, waartoe de slang zelf ook behoort. Van alle platstaarten is de ringslangplatstaart de grootste soort. Veel andere soorten hebben een aanzienlijk kleiner verspreidingsgebied, zoals Laticauda guineai, die alleen in het uiterste zuidwesten van de kust van Papoea-Nieuw-Guinea voorkomt. De soort Laticauda crockeri wordt exclusief gevonden op de Salomonseilanden, en dan alleen op het eiland Rennell. Laticauda saintgironsi komt voor op Nieuw-Caledonië en de nabijgelegen Loyaliteitseilanden. Deze laatste soort is daarnaast duidelijk te herkennen aan de gele tot oranjerode lichaamskleur in plaats van de grijsblauwe kleur die bij veel andere soorten voorkomt.
De ringslangplatstaart is ook de grootste soort, de gewone platstaart (Laticauda laticaudata) bereikt een lengte van 91 tot 107 cm. Exemplaren van Laticauda crockeri blijven met 61 tot 79 cm nog aanzienlijk kleiner.
Sommige zeeslangen hebben ook een blauw-wit met zwarte bandering op het lichaam, zoals soorten uit het geslacht roerstaartzeeslangen (Hydrophis). Deze soorten zijn gemakkelijk te onderscheiden doordat de rij buikschubben ongeveer net zo breed is als de rijen dorsale schubben.
De wrattenslang Acrochordus granulatus lijkt enigszins op de ringslangplatstaart vanwege de zwarte strepen op het lichaam. Deze slang heeft echter eerder een zigzagtekening dan een bandering.
Ook de geringde slangaal, die tot de palingachtigen behoort, lijkt door het langgerekte lichaam en de duidelijke zwart-witte banden sterk op een slang uit het geslacht van de platstaarten. Dit is waarschijnlijk een vorm van mimicry. De paling is te onderscheiden door een duidelijke kam over de gehele bovenzijde die bij in zee levende slangen nooit voorkomt.

## Levenswijze

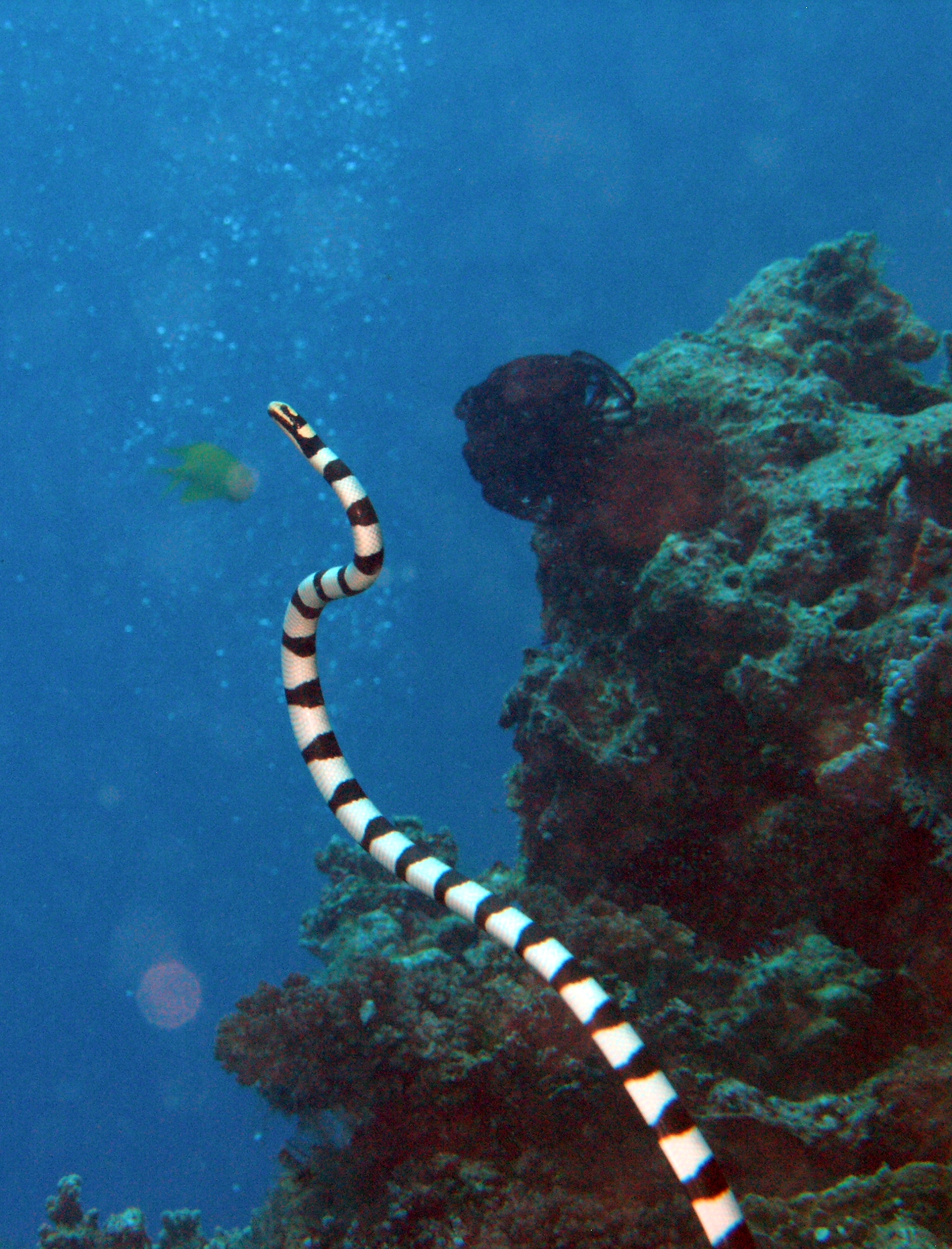
De ringslangplatstaart brengt het grootste deel van zijn leven door in de zee.

De slang is zowel overdag als 's nachts actief, maar foerageert meestal 's nachts. De ringslangplatstaart heeft een amfibische levenswijze; de slang leeft deels op het land en deels in de zee.
Hoewel de slang niet vaak klimt, kan het dier ook in bomen worden aangetroffen. De ringslangplatstaart komt op het land vaak voor op dezelfde stranden als de gewone platstaart (Laticauda laticaudata). De slang is een goede zwemmer, door het lichaam te kronkelen komt de slang vooruit. De staartpunt wordt bij het zwemmen gebruikt bij de voortstuwing en als roer. In de zee schuilt en jaagt de slang vaak in koraalriffen en langs kusten met mangrovebossen tussen de koralen en planten. Op het land kruipt de slang op eenzelfde manier als andere slangen. Als de ondergrond bestaat uit los materiaal, waar de slang moeilijk grip op krijgt, kan de ringslangplatstaart zich daarop voortbewegen door te side-winden, zoals bekend is van woestijnbewonende slangen.
De ringslangplatstaart is eierleggend en zowel de eigenlijke paring als de afzet van de eieren vindt plaats op het land. Ook om te drinken moeten de slangen aan land gaan. De platstaarten uit het geslacht Laticauda hebben wel zoutafscheidende klieren maar zijn niet in staat om zoveel zout uit zeewater te filteren dat het als drinkwater kan worden gebruikt. De slang neemt overdag vaak een zonnebad door op rotsen, stranden of op mangroven te kruipen. Een andere reden waarom de slang aan land gaat is om te vervellen. Voorafgaand aan de vervelling is de slang kwetsbaarder omdat het gezichtsvermogen vermindert. Het dier zoekt daarom een beschutte plaats op het land op tot na de vervelling.
De slang brengt meer dan de helft van zijn tijd door in de zee. Hier wordt naar voedsel gezocht en ook migreert de slang jaarlijks van het voedselgebied naar de voortplantingswateren, en weer terug.

## Voedsel en jacht

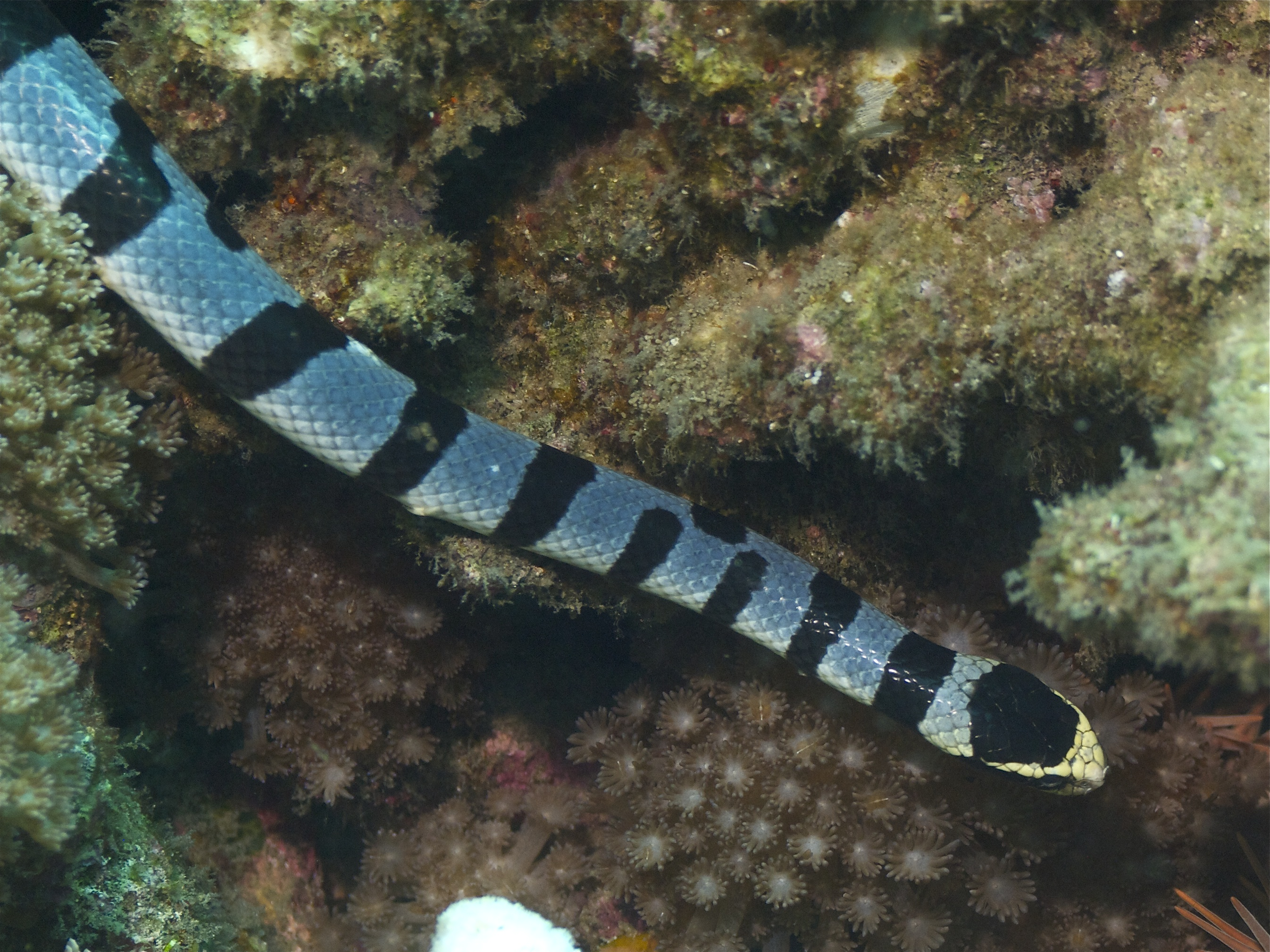
De slang zoekt zijn voedsel tussen koralen

Het voedsel bestaat uit in het water levende gewervelde dieren. De slang eet alleen vissen en de prooi bestaat vrijwel altijd uit palingachtigen (Anguilliformes). Aangezien de slang in zee leeft worden alleen zeebewonende palingen gegeten, zoals soorten uit de familie van de murenen (Muraenidae), zeepalingen (Congridae) en slangalen (Ophichthidae) en niet de bekendere zoetwaterpaling.
Uit onderzoek naar de maaginhoud van de slang blijkt dat een klein deel van het voedsel bestaat uit andere vissen, zoals hagedisvissen (familie Synodontidae) en koraaljuffertjes (familie Pomacentridae).
De prooi wordt in het water opgespoord en vervolgens met de bek gegrepen waarbij gif wordt geïnjecteerd door de giftanden. Vaak wacht de slang met het prooidier in zijn bek tot deze verdoofd is en verstijft. Het komt ook wel voor dat de slang zijn prooi laat gaan en het lijk korte tijd later opspoort, als het gif zijn werk heeft gedaan. Vermoed wordt dat grotere prooien aan land worden gebracht voor ze worden opgegeten. Een buitgemaakte prooi wordt altijd in één keer doorgeslikt.
Een foeragerende ringslangplatstaart kan worden aangetroffen tot 150 meter onder het wateroppervlak. Veel exemplaren duiken echter nooit dieper dan 60 meter en de meeste dieren komen niet verder dan 20 meter. Het zijn vaak de grotere vrouwtjes die dieper kunnen duiken, hierdoor kunnen ze ook de wat grotere palingen buitmaken zoals congeralen. Een bijkomend voordeel hiervan is dat voedselconcurrentie met mannetjes voorkomen wordt; deze zijn kleiner en duiken minder diep zodat kleinere palingen worden gegeten zoals murenen. De slang kan ongeveer een half uur zonder atmosferische lucht. In de regel wordt echter elke vijf minuten het wateroppervlak opgezocht om te ademen. Een aanpassing aan het vele duiken is de sacculaire long, dit is een verlengd deel van de long dat dient om meer lucht op te slaan in het lichaam tijdens het duiken. Hierdoor kan de slang langer onder water blijven.
De ringslangplatstaart leeft op sommige eilanden vaak samen met de Laticauda crockeri, bijvoorbeeld op het eiland Rennell, behorend tot de Salomonseilanden. De twee slangen hebben een andere voedselkeuze; de ringslangplatstaart leeft van palingen terwijl Laticauda crockeri voornamelijk slaapgrondels (familie Eleotridae) eet.
Overdag neemt de slang een zonnebad op het land, wat de spijsvertering bevordert. Daarnaast is de slang in het water erg langzaam nadat een prooidier is opgegeten. Het dier is dan kwetsbaar voor vijanden en schuilt op het land tot het voedsel is verteerd.

## Vijanden en verdediging

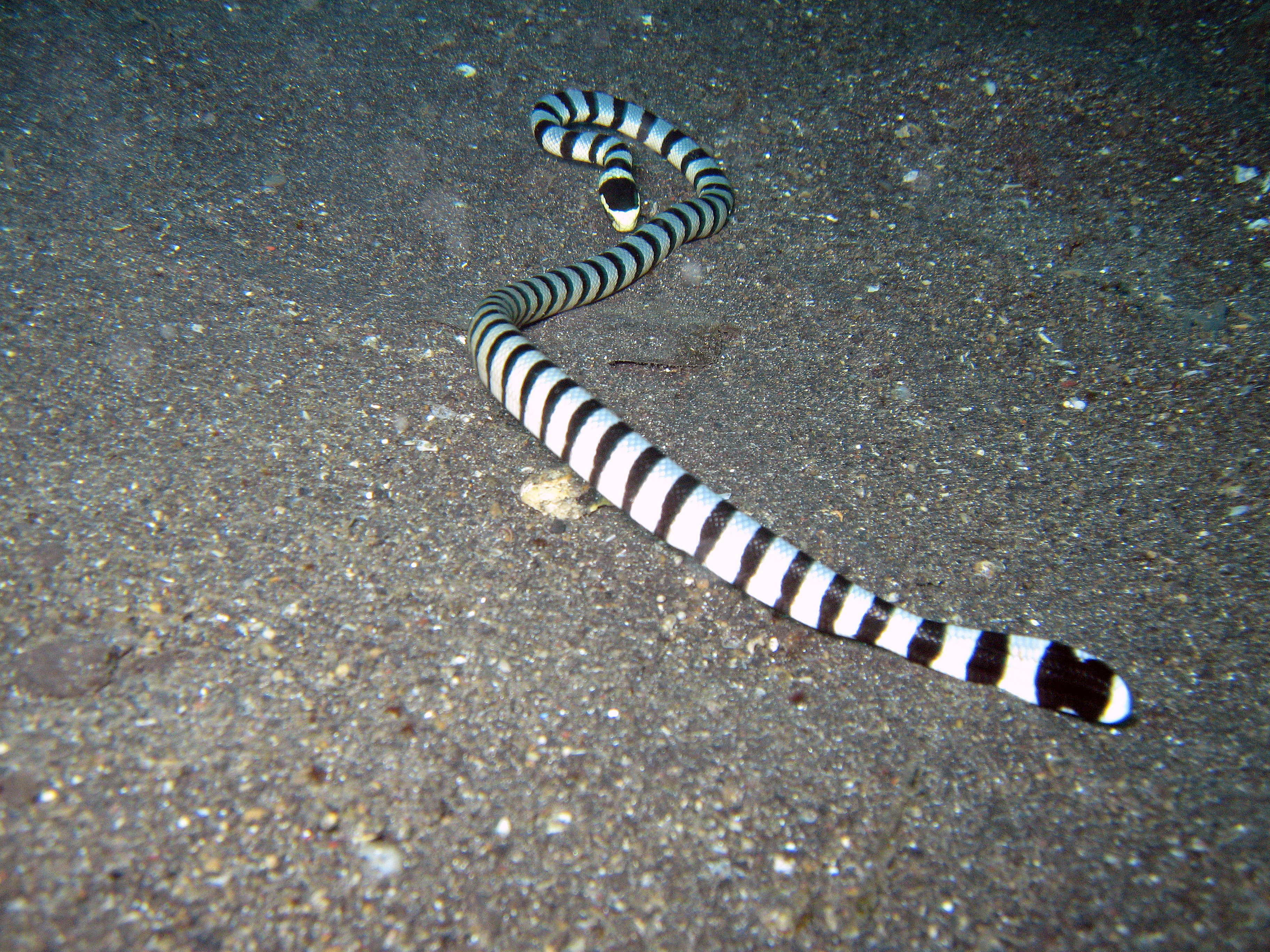
De staartpunt (onder) lijkt enigszins op de kop wat ter verdediging wordt gebruikt

Belangrijke vijanden zijn haaien en sommige vogels. Veel haaien mijden de slang liever, maar van de tijgerhaai (Galeocerdo cuvier) is bekend dat deze veelvuldig slangen eet, waaronder deze soort.
Roofvogels die regelmatig een ringslangplatstaart eten zijn de Brahmaanse wouw (Haliastur indus) en de witbuikzeearend (Haliaeetus leucogaster). Kleinere exemplaren van de slang worden soms buitgemaakt door zwemkrabben (familie Portunidae), die de slang met hun scharen doden. De belangrijkste verdediging van de ringslangplatstaart is het opvallende patroon, dat aangeeft dat de slang gevaarlijk of onsmakelijk is. Een dergelijke afschrikwekkende kleur wordt wel een aposematische kleuring genoemd.
Met name tijdens het zoeken naar voedsel is de slang kwetsbaar voor aanvallen van haaien, omdat de kop dan tussen de koralen zit en de staart aan de achterzijde zichtbaar is. De ringslangplatstaart heeft een staartuiteinde dat wat lijkt op de kop: de staart is zwart met een gele band. De staart kan ook wat gedraaid worden zodat deze minder plat lijkt. Hierdoor lijkt de staartpunt op de kop van de slang. Predatoren vallen liever de kwetsbare staart aan om een beet te voorkomen en raken hierdoor verward. Als de slang al zwemmend een vijand ziet naderen wordt een complexer gedrag vertoond. De slang zwemt dan achteruit, houdt de kop stil en beweegt de staartpunt heen en weer. Ook dit gedrag dient om verwarring te veroorzaken bij vijanden. Een dergelijke aanpassing waarbij een lichaamsdeel op een ander lichaamsdeel lijkt, wordt wel mimicry genoemd. Mimicry is ook bekend van andere slangen en hagedissen maar komt meestal voor bij niet-giftige soorten die giftige soorten imiteren om vijanden te misleiden. Bij giftige soorten komt mimicry minder vaak voor.

### Parasieten
Naast directe vijanden heeft de ringslangplatstaart ook te lijden van verschillende parasieten. De meeste parasieten die op of in de slang worden gevonden zijn mariene soorten, maar ook typische landbewoners kunnen zich manifesteren op de slang.
Ook teken die op het land leven worden aangetroffen op de huid van de slang. Bij exemplaren die in het noorden werden gevonden bleek dat ze geïnfesteerd waren door vele teken. Het is niet bekend hoe de teken, die tot de landbewonende spinachtigen behoren, kunnen ademen als de slang zich onder water bevindt.
In de slang zijn verschillende endoparasieten aangetroffen, dit zijn parasieten die binnenin het lichaam leven en niet op de huid. Er is vooral sprake van parasitaire mijten, die zich nestelen in de luchtpijp en de longzak van de slang. Daarnaast werden andere parasieten gevonden zoals nematoden, zuigwormen en lintwormen.

### Beet en giftigheid
De ringslangplatstaart is niet agressief en bijt zelden. Alleen als het dier wordt aangevallen of opgepakt vertoont het agressief gedrag. Bij een beet wordt slechts een kleine hoeveelheid gif ingespoten. De slang draagt echter een zeer potent vergif dat fataal kan zijn voor mensen. Van de ringslangplatstaart zijn nog geen geregistreerde dodelijke gevallen bekend bij mensen. Het tegengif van deze slang werd in de jaren zestig alleen in het Duitse Naturmuseum Senckenberg bewaard.

## Voortplanting en ontwikkeling

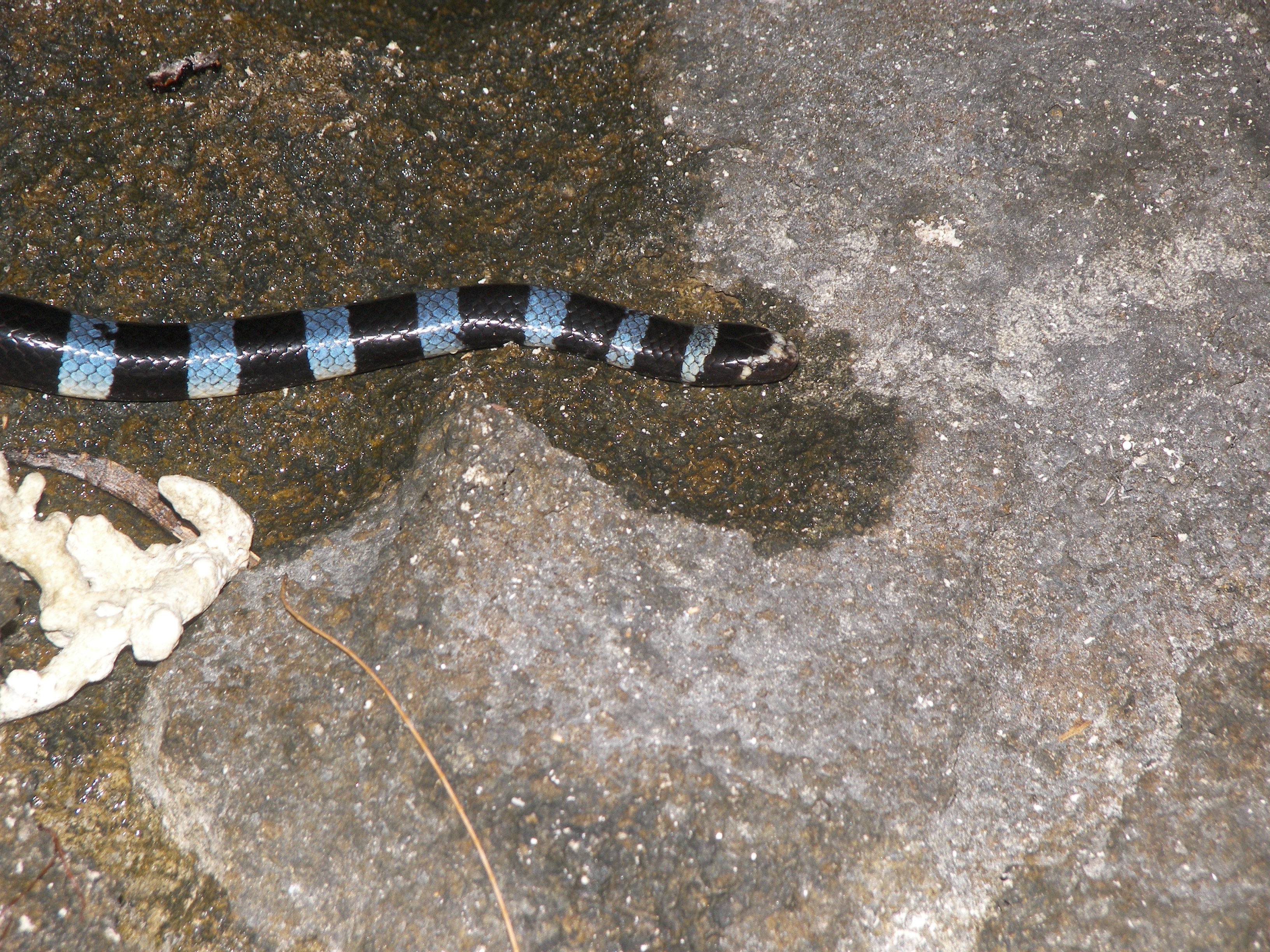
Om te paren en eieren af te zetten moet de slang aan land gaan

In het grote verspreidingsgebied is de duur van de voortplantingstijd niet overal hetzelfde. Op de Filipijnen kunnen de slangen zich het gehele jaar door voortplanten. In andere delen echter, zoals op Fiji, planten de slangen zich alleen voort in het natte seizoen van september tot december.

### Paring
De slangen trekken naar de kust om te paren en eieren af te zetten. Ze verzamelen zich in de diepere wateren buiten de kust, soms in grote aantallen. De mannetjes trekken eerst naar de ondiepe voortplantingswateren aan de kust, waar ze de vrouwtjes opwachten. Een passerend vrouwtje wordt het hof gemaakt; het mannetje achtervolgt haar en wrijft met zijn kop over haar rug. Vaak zijn er meerdere mannetjes die een vrouwtje achternazitten. Als er één succesvol is, druipen de andere mannetjes af en gaan die op zoek naar een ander vrouwtje. De mannetjes vechten nooit met elkaar, in tegenstelling tot veel andere slangen waarbij de mannetjes elkaar juist fel bestrijden.
De mannetjes en vrouwtjes komen aan land om te paren en kunnen op enige afstand van het water worden aangetroffen. Aan land schuilt de slang onder rotsen, in spleten, onder houtblokken of droog koraal en in holtes onder de grond. De slang gaat ook aan land om van de ene naar de andere toegang tot de zee te trekken, waarbij grote afstanden kunnen worden afgelegd. De meeste exemplaren die op het land verblijven trekken naar andere wateren. Op het land vertoevende exemplaren zijn schuw en jagen nooit op prooien.

### Eieren
De ringslangplatstaart is een eierleggende soort; per jaar worden gemiddeld zes tot achttien eieren afgezet. Het aantal eieren verschilt echter per regio; in Fiji worden ongeveer vier tot tien eieren per legsel afgezet en in Nieuw-Caledonië varieert het aantal van veertien tot twintig.
De eieren worden afgezet in rotsspleten boven de vloedlijn zodat ze niet overstromen. In dergelijke holtes is de temperatuur constant en is het permanent vochtig, wat belangrijk is voor de ontwikkeling van de eieren. Vaak gebruiken meerdere vrouwtjes dezelfde holte en dergelijke holten bevatten meestal ook eierschalen van voorgaande jaren.

### Juvenielen
Na ongeveer zestien tot twintig weken komen de eieren uit en verschijnen de juvenielen. De jonge dieren lijken wat betreft lichaamsvorm en kleurpatroon van het begin af aan op de volwassenen, al zijn ze veel kleiner. De kleuren van de juvenielen zijn helderder en sterker afgegrensd dan die van volwassen dieren. De mannetjes zijn seksueel volwassen na anderhalf jaar en de vrouwtjes doen er gemiddeld iets langer over en zijn na twee jaar volwassen.

## Relatie tot de mens

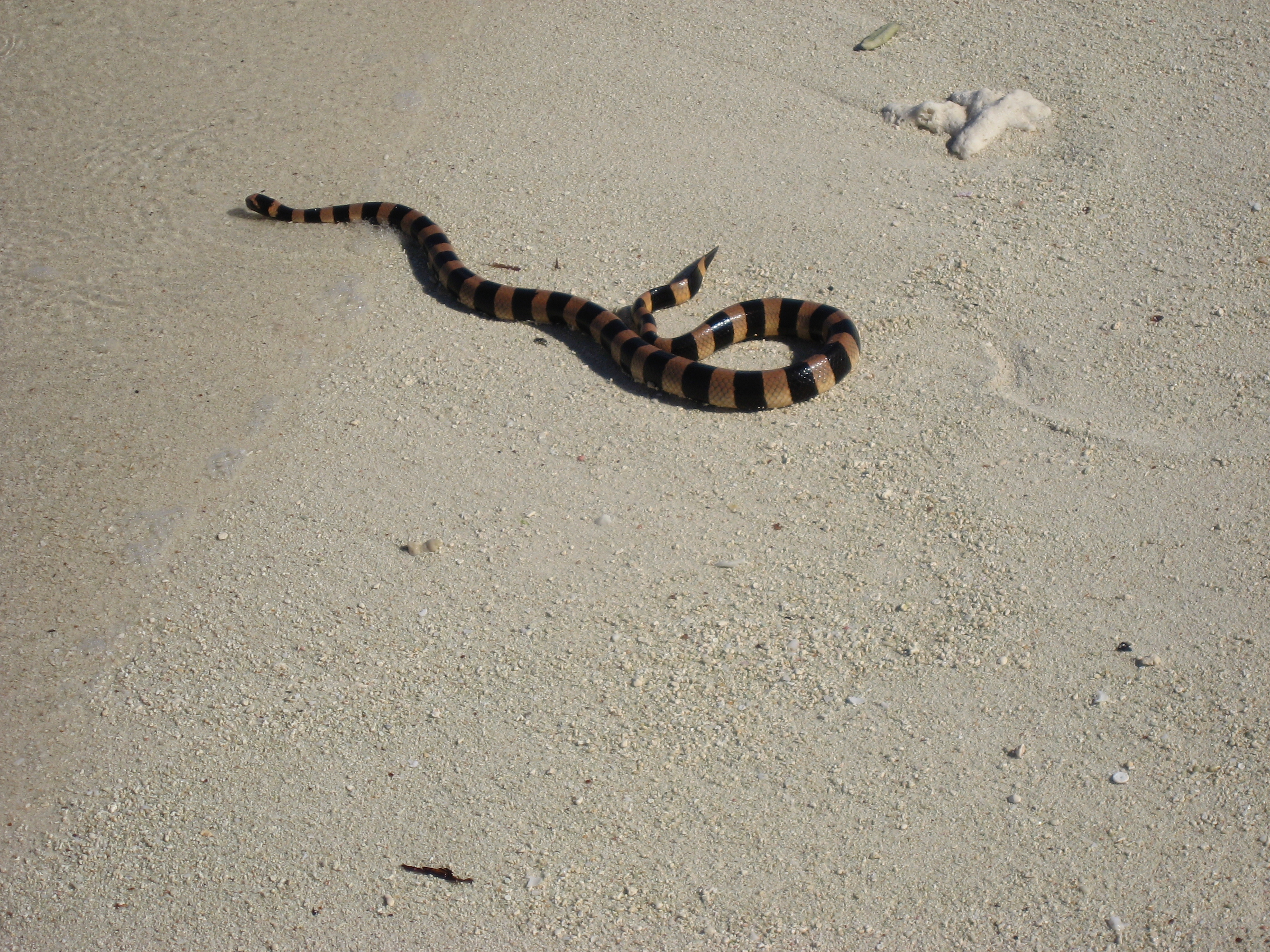
De slang kan worden aangetroffen op het strand

De slang wordt bedreigd door menselijke activiteiten, zoals het kappen van bossen en vervuiling van het milieu. Een mogelijke bedreiging is klimaatverandering, die onder andere leidt tot verdroging. De slang is afhankelijk van zoet of hooguit zeer licht brak water om te drinken. Klimaatverandering kan ook leiden tot de afbraak van koraalriffen, die het foerageergebied vormen van de ringslangplatstaart.
Een belangrijke oorzaak van de achteruitgang van de populaties is het vangen van slangen voor consumptie. In de handel in exotische dieren is de slang nooit populair geweest omdat het dier in gevangenschap niet in leven te houden is. Het vlees wordt gegeten en de huid wordt verwerkt tot slangenleer. Met name in Japan was slangenleer afkomstig van 'zeeslangen' vroeger erg populair. In Aziatische landen worden ook de eieren van de slang verzameld voor consumptie. Organen zoals de galblaas worden door de lokale bevolking gezien als heilzaam; het eten ervan zou onder andere het gezichtsvermogen verbeteren. Op verschillende eilanden zijn de slangen in grote aantallen gedood voor het vlees, de huid en de organen.
De ringslangplatstaart is samen met andere in zee levende slangen een toppredator binnen het ecosysteem. De slang is populair bij duikers en speelt een belangrijke rol in het ecotoerisme van verschillende landen. De ringslangplatstaart is niet schuw en kan gemakkelijk worden benaderd. Het gif van slangen die behoren tot de koraalslangachtigen, waaronder deze soort, wordt onderzocht op mogelijke toepassingen in de geneeskunde.